# 全尺寸轿车

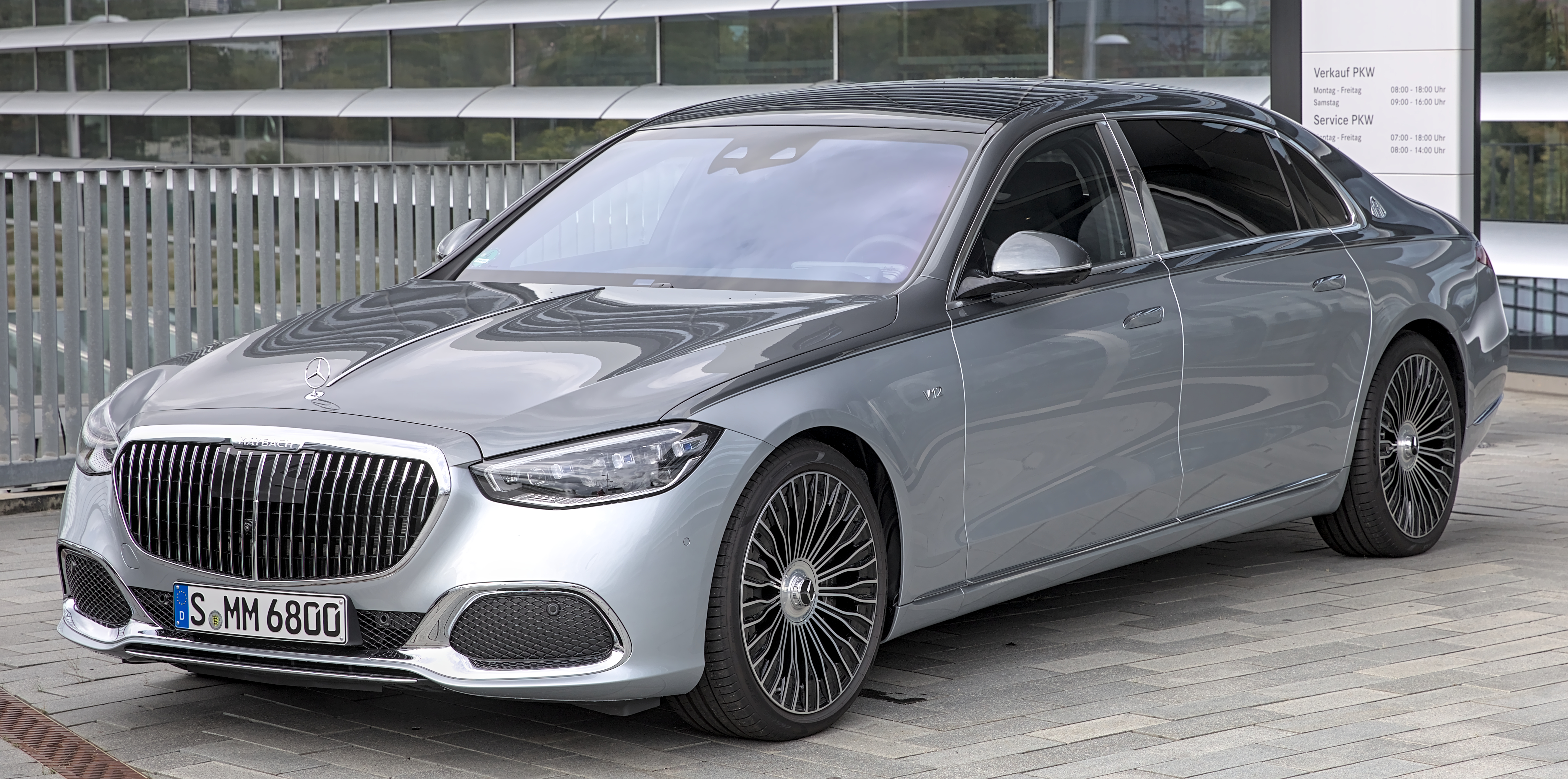
梅賽德斯-賓士S系列

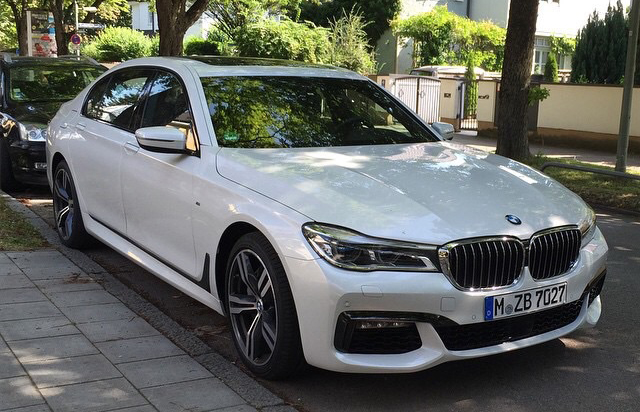
BMW 7系列

全尺寸轿车（英語：Full-size car，或称大型车） 是比中型車大的汽車等級。通常軸距大於2.79米，或排氣量大於3300升。售價普遍昂貴，屬於豪華汽車的一種，當中以梅賽德斯-賓士S系列較為著名。隨著石油價格高漲，此類型車的銷售量逐漸降低。